# 轰埠
轰埠是马来西亚雪兰莪州鹅唛县的一个城镇，临近万挠和双溪毛糯。

## 教育
此镇拥有4间小学，中学需要前往附近的双溪毛糯就读，现今大部分华裔学生都就读于轰埠华小。

### 学校
| 中文名           | 马来文名              | 坐标                                            |
| ---------------- | --------------------- | ----------------------------------------------- |
| 轰埠华文小学     | SJKC Kuang            | 3°15′21″N 101°33′14″E / 3.255729°N 101.554025°E |
| 轰埠国民小学     | SK Kuang              | 3°13′46″N 101°32′10″E / 3.229504°N 101.536008°E |
| 雙溪溪萊國民小学 | SK Sungai Serai Kuang | 3°05′14″N 101°47′27″E / 3.087292°N 101.790957°E |
| 轰埠淡米尔小学   | SJKT Kuang            |                                                 |

此外，马来西亚圣经神学院（MBS）也坐落于此。

## 交通

### 车
轰埠可通过南北大道转入牙直利大道（GCE）或从吉隆坡瓜拉雪兰莪大道（LATAR）的出口抵达。

### 铁路
KA09 轰埠站位于此镇老区，是马来亚铁路通勤铁路（Komuter）巴生港线的其中一个站点。

## 政治
轰埠属于士拉央国会议席，该议席在马来西亚下议院的代表为来自人民公正党的梁自坚。
同时，轰埠属于以其名称命名的轰埠州议席，该议席在雪兰莪州议会的代表为来自土著团结党（已退党）的沙列胡丁。